# Mantellowate
Mantellowate (Mantellidae) − rodzina płazów z rzędu płazów bezogonowych (Anura). Są to nieduże płazy (3–10 cm) o nadrzewnym lub naziemnym trybie życia.

## Zasięg występowania
Rodzina obejmuje gatunki występujące wyłącznie na Madagaskarze i Majotcie.

## Podział systematyczny
Do rodziny należą następujące podrodziny:
- Boophinae Vences & Glaw, 2001
- Laliostominae Vences & Glaw, 2001
- Mantellinae Laurent, 1946